# Peter Kurth (Politiker)

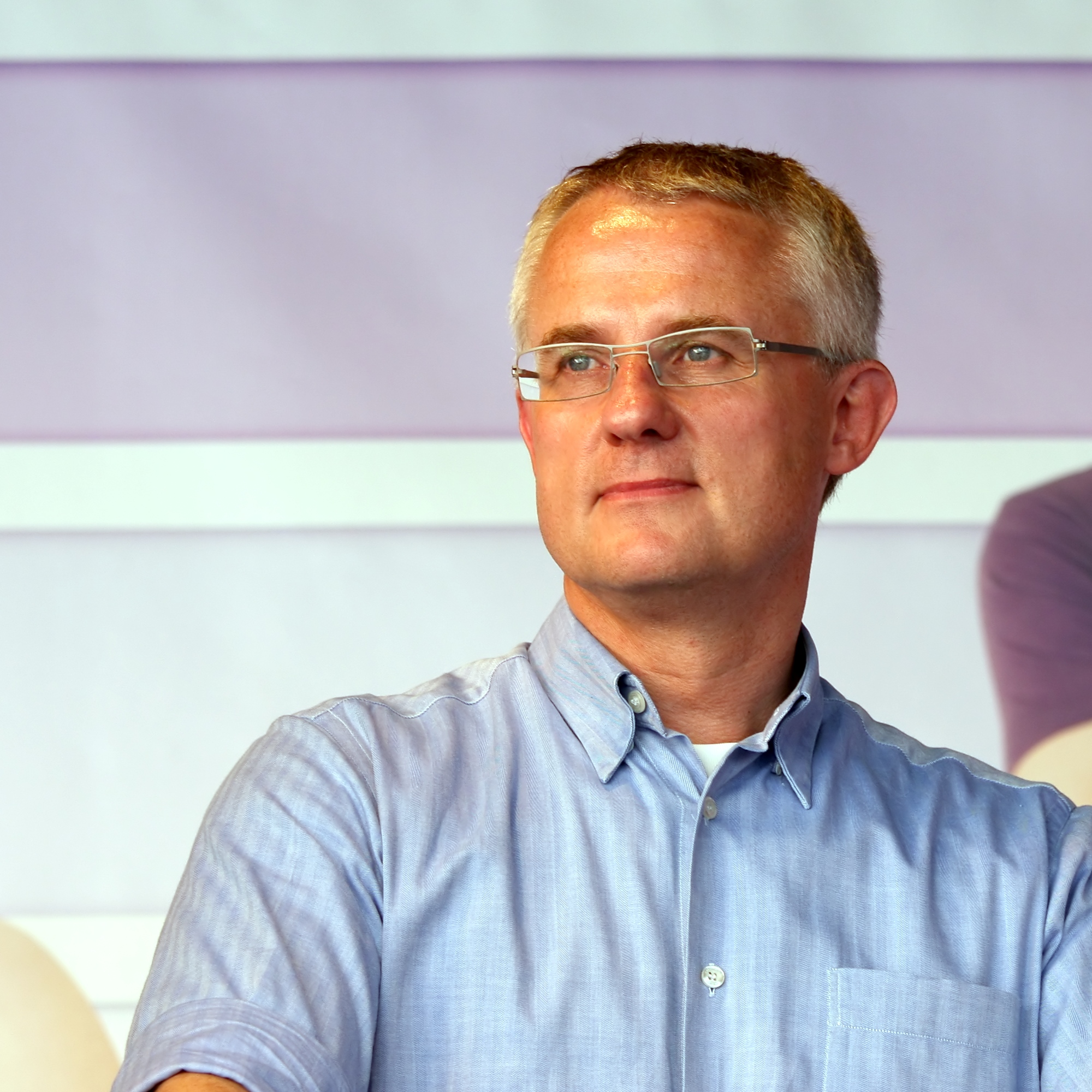
Peter Kurth beim „Kandidaten-Check zur Kommunalwahl 2009“. Bühnenprogramm zum CSD-Straßenfest/ColognePride 2009.

Peter Kurth (* 5. April 1960 in Siegburg) ist ein früherer deutscher Politiker (parteilos, vormals CDU) und Lobbyist. 1999 bis 2001 war er Finanzsenator in Berlin. 2009 kandidierte er erfolglos für das Amt des Oberbürgermeisters der Stadt Köln.

## Leben

### Werdegang und Beruf
Als älterer Sohn eines Siegburger Kommunalpolitikers interessierte sich Peter Kurth früh für Politik und unterstützte den Vater zusammen mit seinen Geschwistern schon als Kind beispielsweise im Wahlkampf. Nach dem Abitur und dem Grundwehrdienst als Panzergrenadier studierte er von 1979 bis 1984 Rechtswissenschaften an der Rheinischen Friedrich-Wilhelms-Universität Bonn und der Albert-Ludwigs-Universität Freiburg. Nach dem Ersten Staatsexamen absolvierte er sein Referendariat ab 1985 in West-Berlin, 1988 folgte das Zweite Staatsexamen.
Anschließend war Kurth in Berlin zunächst 1988 bis 1989 in der Senatsverwaltung für Soziales und Wirtschaft und 1989 bis 1994 für die Deutsche Bank sowie die Deutsche Kreditbank tätig. 2001 bis 2009 war er Mitglied im vierköpfigen Vorstand des Berliner Entsorgungsunternehmens Alba und dort für die Sparten Facility Management, Corporate Communication und Region International zuständig. Zwischen 2006 und 2008 war er Vizepräsident des Bundesverbandes der Deutschen Entsorgungs-, Wasser- und Rohstoffwirtschaft (BDE), anschließend bis Januar 2024 dessen geschäftsführender Präsident. Ab 2009 war Kurth Vizepräsident und ab 2020 für zwei Jahre Präsident der Europäischen Föderation der Entsorgungswirtschaft (FEAD). Für die Amtsperioden 2012/13 und 2017/18 wurde er ins Präsidium des Bundesverbands der Deutschen Industrie (BDI) gewählt.
Als BDE-Präsident wurde Kurth als „Cheflobbyist der Müllbranche“ charakterisiert. Er brachte die Standpunkte des Verbands in die Erarbeitung verschiedener Novellen des Kreislaufwirtschaftsgesetzes ein. Seine Vorschläge von 2011 wurden großteils in EU-Richtlinien umgesetzt. Kurth wandte sich besonders gegen die von ihm kritisierte Bevorzugung kommunaler Entsorger gegenüber den BDE-Mitgliedsfirmen.
Peter Kurth verlor seine Stellung als Präsident des Abfallwirtschaftsverbands, nachdem Der Spiegel im Januar 2024 über seine Kontakte ins rechtsradikale Milieu berichtet hatte. Laut Auskunft des Verbands hatte Kurth das Amt seit September 2023 nur noch übergangsweise ausgeübt, sollte aber ursprünglich bis Mitte 2024 kommissarisch im Amt bleiben.

### Politische Laufbahn
Als 17-Jähriger trat er 1977 in die CDU ein, der er bis Herbst 2023 angehörte. Während des Studiums an der Universität Bonn war er von 1980 bis 1982 Mitglied des Studentenparlaments, zeitweilig AStA-Mitglied und im Fakultätsrat vertreten. 1994 wurde er vom damaligen Berliner Finanzsenator Elmar Pieroth (CDU) in das Amt des Staatssekretärs berufen. In dieser Funktion wurde er auch von Pieroths Nachfolgerin Annette Fugmann-Heesing (SPD) übernommen.
Kurth war Vorsitzender des CDU-Ortsverbandes Wilmersdorf-Nord, einer bürgerlich-urban geprägten Gegend Berlins, wo er sich mit liberalen Nachwuchsleuten umgab. Seine Parteiarbeit wurde als unkonventionell und auf Öffnung gerichtet wahrgenommen. So sprach sich Kurth zu dieser Zeit für die doppelte Staatsbürgerschaft aus. Über Berlin hinaus beachtet wurde sein Versuch, ein Kontaktnetz zu den Berliner Grünen aufzubauen.
Nach Fugmann-Heesings Ausscheiden aus dem Amt wurde Kurth 1999 ihr Nachfolger als Finanzsenator. Er übte dieses Amt bis zum Bruch der Großen Koalition im Zuge des Berliner Bankenskandals am 16. Juni 2001 aus, als Misstrauensanträge gegen ihn, den Regierenden Bürgermeister Eberhard Diepgen sowie die weiteren CDU-Senatoren Wolfgang Branoner, Eckart Werthebach und Christoph Stölzl vom Abgeordnetenhaus angenommen wurden. Kurth war Mitglied in mehreren Aufsichtsräten von Teilbanken der Bankgesellschaft Berlin. In seiner Zeit als Staatssekretär vertrat er Finanzsenatorin Fugmann-Heesing im Aufsichtsrat der Landesbank Berlin (LBB). Vom 20. Januar 2000 bis zum 16. Juni 2001 war er vollwertiges Mitglied im LBB-Aufsichtsrat, vom 17. Februar 2000 bis zum 16. Juni 2001 Aufsichtsratsmitglied der Bankgesellschaft Berlin. Als Finanzsenator machte sich Kurth einen Namen als „leidenschaftlicher Haushaltssanierer“ und forcierte die Privatisierung städtischer Beteiligungen.
In der Wahl vom 21. Oktober 2001 wurde Kurth als Abgeordneter in das Abgeordnetenhaus von Berlin gewählt. 2003 unterlag er bei der Wahl des Nachfolgers des zurückgetretenen CDU-Fraktionsvorsitzenden Frank Steffel seinem Gegenkandidaten Nicolas Zimmer mit 17:18 Stimmen. 2004 wurde er in die 19-köpfige Enquete-Kommission des Abgeordnetenhauses von Berlin gewählt, die ausarbeiten sollte, wie die Mittel in Berlin besser verteilt werden könnten.
2007 wurde Kurth zum Vorsitzenden des Berliner CDU-Kreisverbandes Pankow gewählt. Hier sprach er sich gegen eine Kampagne seiner Partei zum umstrittenen Moschee-Neubau in Pankow aus. Die Wiederaufnahme eines ausgetretenen CDU-Funktionärs, der an einer NPD-Demonstration gegen den Moscheebau teilgenommen hatte, verteidigte Kurth mit der Feststellung, der Betroffene habe sich „scharf von rechtsextremen Positionen“ distanziert. Kritisiert wurde Kurth im Jahr darauf, weil er gegen den Widerstand des Vorstands seinen Wunschkandidaten für die Bundestagswahl 2009 durchsetzte. Dennoch wurde er im gleichen Jahr als Kreisvorsitzender wiedergewählt.
Nach wochenlanger „verzweifelter Suche“ wurde der damals als liberal geltende Kurth 2009 zum Kandidaten der Kölner CDU für das Amt des Kölner Oberbürgermeisters berufen. Der amtierende Kölner Oberbürgermeister Fritz Schramma (CDU) war Ende März 2009 im Zuge der Querelen nach dem Einsturz des Kölner Stadtarchivs von seiner Kandidatur zurückgetreten. Andere prominente CDU-Politiker wie Wolfgang Bosbach waren nicht zur Kandidatur bereit. Bei der Kommunalwahl am 30. August 2009 unterlag Kurth (33,36 %) dem gemeinsamen Kandidaten von SPD und Grünen, Jürgen Roters (54,67 %). Der Kandidat der FDP, Ralph Sterck, kam auf 5,56 %. In Köln setzte sich Kurth dafür ein, mehr Menschen mit Migrationshintergrund in die CDU aufzunehmen.
Laut Aussage der CDU ist Kurth im Oktober 2023 aus der Partei ausgetreten. Gegenüber dem Spiegel gab er selbst am 11. Januar 2024 an, weiterhin Mitglied der CDU zu sein. Den Berliner CDU-Vorsitzenden Kai Wegner zitiert der Tagesspiegel mit: „Gut, dass Kurth im Herbst ausgetreten ist“. Er habe dann in die CDU Brandenburg wechseln wollen. Das sei aber abgelehnt worden, Kurth hätte wegen des Austritts einen neuen Mitgliedsantrag stellen müssen – was aber nicht geschah. Auch die Kölner CDU teilte mit, Kurth sei seit 2023 kein Parteimitglied mehr.

## Verbindungen mit der Neuen Rechten
Im Januar 2024 machte der Spiegel im Zuge der Enthüllungen um ein Treffen von Rechtsextremisten in Potsdam 2023 publik, dass Kurth im Juli 2023 in seiner Berliner Privatwohnung prominente Vertreter der AfD und der radikalen Rechten empfangen hatte, darunter Maximilian Krah, AfD-Spitzenkandidat für die Europawahl 2024, der rechtsextreme Verleger Götz Kubitschek und der österreichische Rechtsextremist Martin Sellner. Krah hatte bei der Gelegenheit sein neues Buch Politik von rechts vorgestellt. Kurth räumte ein, „mit mehreren Mitgliedern der AfD persönlich befreundet“ zu sein.
Bereits 2016 stand Kurth nach Rbb24-Recherchen noch während seiner Mitgliedschaft in der CDU der Berliner AfD-Fraktion kurzzeitig beratend zur Seite. So kam es nach dem erstmaligen Einzug der Partei ins Abgeordnetenhaus von Berlin zu einem Treffen zwischen Kurth und dem damaligen AfD-Fraktionschef Georg Pazderski. Laut einer Spendenquittung über 450 €, die dem Spiegel vorliegt, unterstützte Kurth die AfD 2016 auch mit Geld. Eine Parteispende an die AfD „schließe ich nicht aus“, erklärte er dazu.
2019 unterstützte Kurth die Identitäre Bewegung (IB) mit mindestens 120.000 € für ein rechtsextremes Hausprojekt. Das Geld wurde an eine der IB zugeordnete Firma transferiert und offensichtlich für den Ankauf eines Hauses bei Linz in Österreich verwendet, das 2021 als rechte Begegnungsstätte unter dem Namen Castell Aurora eröffnet wurde und auch von AfD-Mandatsträgern, Mitgliedern der Jungen Alternative und Vordenkern der IB besucht wird. Ebenfalls mit Peter Kurths finanzieller Unterstützung wurde 2022 eine Immobilie für ein identitäres Begegnungsheim in Chemnitz erworben. Der Leiter der IB-Ortsgruppe Chemnitz, der das Objekt über seine Immobilienfirma angekauft hatte, war ebenfalls bei dem Treffen in Kurths Berliner Wohnung im Juli 2023 anwesend.
Im Januar 2024 zahlte Kurth 100.000 € an ein Mitglied der mutmaßlich terroristischen Vereinigung Sächsische Separatisten zur Finanzierung einer im Oktober 2023 von Mitgliedern der Gruppierung erworbenen Immobilie im sächsischen Grimma, die als rechtsextremer Szenetreff genutzt werden sollte. Kurth kannte das Mitglied nach eigener Aussage „seit einiger Zeit“ aus der Iuvenis Gothia, der Jugendorganisation der rechtsextremen Berliner Burschenschaft Gothia. Er habe das Geld als Darlehen überwiesen, ohne von den terroristischen Aktivitäten der Gruppe zu wissen.
Seit 2014 gehört Kurth dem Vorstand des Altherrenvereins „Vereinigung Alter Gothen“ der Berliner Burschenschaft Gothia an, die ein breites Netzwerk rechtsextremer Akteure unterhält und in der ebenfalls diverse AfD-Funktionäre aktiv sind. Im Januar 2023 wurde Kurth Erster Vorsitzender des Vereins, der unter anderem das Vermögen der Berliner Burschenschaft Gothia verwaltet.

## Ehrenämter
Kurth engagierte sich als stellvertretender Vorsitzender in der Berliner Wohnungsbauinitiative Neue Wege für Berlin e. V.
Seit 2014 gehörte er als eines von drei vom Erzbischof (damals Rainer Maria Woelki) berufenen Mitgliedern dem Diözesanvermögensverwaltungsrat des Erzbistums Berlin an, dem höchsten Finanzgremium der Diözese mit weit reichenden Beratungs- und Aufsichtsbefugnissen, das unter anderem dem Haushalt des Erzbistums zustimmen muss. Nach dem Bekanntwerden des privaten Treffens mit Krah, Sellner und Kubitschek bot Kurth dem Berliner Erzbischof Heiner Koch seinen Rücktritt als Finanzberater an, den der Bischof umgehend annahm.

## Privates
Kurth stammt aus einer praktizierenden katholischen Familie und wurde entsprechend erzogen. Seine Mutter engagierte sich in der Caritas, seine Schwester arbeitet beim Deutschen Entwicklungsdienst. Sein Onkel Gerhard Herkenrath (1934–2017), langjähriger Pfarrer von Sankt Alban in Köln, leitete über 15 Jahre die Kölner Abteilung der Katholischen Fachhochschule NRW und war einer der populärsten Geistlichen der Stadt. Sein Bruder Bruno Kurth (* 1962) ist ebenfalls katholischer Pfarrer und wirkt als Stadtdechant von Wuppertal. Peter Kurth lebt seit 2003 offen schwul.